# Machteld van Gelder
Machteld van Gelder (Rotterdam, 9 januari 1965) is een Nederlandse producent, regisseur, schrijver en illustrator. 
Na het Rotterdams Montessori Lyceum studeerde Van Gelder aan de Universiteit van Amsterdam af in de Communicatiewetenschap. Tijdens haar studietijd werkte zij als fotografe voor onder andere de PvdA, tijdschrift Panorama en de societyrubriek Stan Huygens Journaal in De Telegraaf. 
Na haar afstuderen legde zij zich toe op het televisiemaken, eerst als verslaggever van het nieuws en eindredacteur van talkshows met Mieke van der Weij, Dieuwertje Blok en Ton van Royen bij AT5 en, later, als regisseur van programma's bij de VPRO, NTR, Humanistische Omroep, en IKON. In 2000 begon ze haar eigen productiemaatschappij, Kleine Storm. Ze is bedenker en producent van Taarten van Abel. 
Tussen 2002 en 2005 was zij bij de European Broadcasting Union in Genève verantwoordelijk voor het uitwisselingsprogramma van jeugddocumentaires van de Europese publieke omroepen. 
Voor Het Financieele Dagblad schreef ze twee jaar lang de column Luxeproblemen. Sinds 2008 verzorgt ze in Volkskrant Magazine de rubriek Wat zou u doen?
Machteld van Gelder heeft twee kinderen en woont in Amsterdam. 

## Televisie - Producties Fictie
- 2005 - Poesjes. Productie en regie: Machteld van Gelder, scenario Paul Groot voor de VPRO.
- 2006 - Hondjes. Regie: Rishu Veldhuis, scenario: Ronald Giphart), voor de VPRO.
- 2007 - Willemspark, een komedie over opgroeien in Amsterdam-Zuid. Regie: Antoinette Beumer en Remy van Heugten. Scenario: Luuk van Bemmelen, Fiona van Heemstra en Robert Alberdingk Thijm.
- 2009 - Coach, telefilm. Scenario Frank Ketelaar, regie Joram Lürsen voor BNNVARA.
- 2015 - Poesjes. Serie 2. Regie: Nova van Dijk, scenario: Laura van Dijk. Deze serie werd opgenomen in de woonkamer van Van Gelder. Haar eigen kat speelde Oom Boudewijn.
- 2015 - Fifty/Fifty. Tekst Aaf Brandt Corstius en Jolein Laarman, regie Mijke de Jong) voor de VPRO
- 2017 - Kunsthart. Tekst Nathan Vecht, regie Mijke de Jong) voor de VPRO.
- 2018 - Niet meer zonder jou (tekst Nazmiye Oral en Adelheid Roosen, regie Mijke de Jong) in 2018 voor HUMAN.
- 2018 - Poesjes, Serie 3. Regie: Nova van Dijk, scenario: Laura van Dijk. Opgenomen in een filmstudio.

## Televisie - Producties Non-Fictie
- 1999 - De sprekende ezel met Peter Klashorst bij de IKON,
- 2002-2003 - De achtertuin van Jan Wolkers voor VPRO’s Villa Achterwerk
- 2007 - NPS-thema-avond Handboek voor de moderne vrouw.
- Het uur van de wolf, NTR, Schrijversportretten van F. Springer, Hella Haasse en Willem Frederik Hermans
- 2003-heden Taarten van Abel. Bedenker en producent (2011 Gouden Stuiver / Televizier-Ring, 2012 Ere-Nipkowschijf) met bakker Siemon de Jong, een van de langstlopende televisie-series op de Nederlandse televisie.
- 2014 - Maarten ’t Hart: Maartens Moestuin Regie: Agnes de Ruijter, VPRO
- Koken met Van Boven. Regie: Agnes de Ruijter, presentatie Yvette van Boven, VPRO
- 2020 en 2021 - Streken van Van Boven. Presentatie Yvette van Boven, AVROTROS

## Kranten
- 2008-heden - Redactie van de problemenrubriek Wat zou u doen? in Volkskrant Magazine.
- 2008 - Diagnostiek van het Dagelijks Leven, VARAgids, een adviesrubriek die aangeeft welke tv-programma’s een helende, geruststellende dan wel stimulerende werking hebben op het verstoorde gemoed. Televisietherapie met een knipoog.
- 2009-2010 - Luxeproblemen, column voor Het Financieele Dagblad.
- 2019-heden - Interview-serie Kicks voor Niks, NRC Handelsblad.
- 2021 - Fabels van Aesopus en La Fontaine bewerkt en geïllustreerd voor NRC Handelsblad. Negen korte verhalen die zich afspelen in het hedendaagse Amsterdam Oud-Zuid.